# 倫理學歷史
伦理学是哲学的分支，它研究对与错的道德行为、道德观念（例如正义、美德、责任）和道德语言。各种伦理学理论对“最大的好处是什么？”这个问题提出了各种答案。并为个人和群体制定一套完整的适当行为。伦理理论与各种社会秩序中的生活形式有密切的相关。 

## 起源
倫理學始于许多世界文学史诗裡的诗，例如吉尔伽美什史诗的美索不达米亚史诗 ，荷马的《伊利亚特》和冰岛的《埃达斯》，描绘了一套适合小部落强者的价值观。勇敢和成功是英雄的主要素质，通常不受道德考量的约束。复仇和仇杀是英雄的适当活动。出现在这些史诗中的神灵不是道德价值观的捍卫者，而是自然多变的力量，应予以敬畏和保护。
在针对古代社会的古代文明文学中，偶尔会发现更为严格的道德主张。《苏美尔农民的年鉴》和《埃及阿蒙尼莫佩指令》都建议农民将一些谷物留给贫穷的拾荒者，并向上帝保证会这样做。许多古代宗教和伦理思想家也以某種形式提出了恕道，例如：不要对别人做不想对自己做的事情。

## 犹太伦理
猶太倫理起源於猶太教中的伦理一神教，一些希腊發音听起来像「道德」。這些追溯至起源于犹太教多达四个千年历史流传下来的妥拉（希伯来传统和说明： /ˈtɔːrɔːt/ ，toroth;复数托拉的）

## 古希腊伦理
正如柏拉图《理想國》所描绘的那样，苏格拉底将最大的善解釋為偉大的「善的形式」（form of good itself）。苏格拉底说，善就像太阳。太阳为大地赋予光明和生命，善可理解為世界赋予的知识和美德。 它是人和行为中善良的原因，也是存在和知识的原因。对善本身（而不是特定的善）的追求和热爱，是苏格拉底思想的哲學教育主要目标。 
苏格拉底的个人生活非常道德。他贞洁、守纪律、虔诚和负责任，并且关心他的朋友在高尔吉亚篇他捍卫了遭受不公正胜于自行做不公正的事這種思想。希腊人認為这是詭辯，但是苏格拉底都坚持并坚持这种哲学。那是因为作恶会损害灵魂，而灵魂是人类最高的部分。 在理想國中，苏格拉底受到挑战，他認為我们有道德上的理由，而不是出于理性的个人利益，这是对格劳孔（Glaucon）在第二册中的论点的回应。理想國中提出一种观点，即从道德上讲成为一个好人涉及实现灵魂各个部分的内在和谐。但是，如理想國所表达的，柏拉图的伦理理想与部落或城市领袖的荷马主义观念仍有很多共通之处：城市的成功运转和城市居民的内部和谐是主要的伦理观念目标，柏拉图很少提及统治者可能承担的任何严格的道德义务。 
亚里士多德的伦理学以柏拉图为基础，具有重要的变化。亚里斯多德的最高利益不是善本身，而是人类生活蓬勃发展所体现的善。他的伦理学基于大自然，也被翻译为“幸福”、“繁荣”、“蓬勃发展”或“成功”。一个过着美德生活的公民可以期望实现更深沉的幸福（eudaimonia），亚里士多德认为这是对人类的最高利益。 继柏拉图之后，亚里斯多德在道德生活中赋予美德 ，固定的行为习惯以产生良好的结果的重要作用，主要的美德是勇氣、正義、审慎和节制。但是，最高的生活形式是纯粹的智力活动。 
后来的希腊哲学派，例如伊壁鸠鲁派和斯多葛派 ，对美好生活的条件进行了辩论。伊壁鸠鲁教导说，最大的好处就是快乐和免受痛苦。伊壁鸠鲁主义者强调安静，愉悦的享受，尤其是精神上的享受，没有恐惧和焦虑。斯多葛派人认为最大的好处不是快乐，而是理性，即使痛苦，一切都与理性一致。因此，他们認為理性生活是按照自然生活的。
古希腊伦理学使用美德生活賓現更層次的幸福（eudaimonia）。亚里斯多德、伊壁鸠鲁和斯多葛派都认为，美德是幸福所必需的，尽管美德的含义和方式不同。 

## 基督教伦理
《圣经》的一段经文 “ 爱自己的邻居如同愛自己 ” 這被新约圣经的作者接受，并成为基督教倫理神学核心的一部分。耶稣在新约圣经中教导说，哈拉卡所有诫命可以归纳为两个规则：“爱上帝和爱你的邻居”（马可福音12：28-31）。好撒馬利亞人的比喻就说明了这一点，该寓言赞扬了帮助需要帮助的人的行為。 

## 自然法伦理
在中世纪 ，托马斯·阿奎纳斯提出了圣经和亚里士多德伦理学的一种综合体，称为自然法理论。据此，人类的本性决定了对与错。例如，谋杀是错误的，因为生命对人类至关重要，因此剥夺某人的生命本质上是一种恶。人类需要教育，这也是他们的权利，因为他们的智力需要发展。自然法理论仍然是天主教道德教育的核心，例如在避孕和其他有争议的道德问题上的立场。
天主教的强制认罪影響了道德原则在详细案例中的应用，例如正义战争的条件。 

## 康德伦理
十八世纪的伊曼纽尔·康德认为，对与错是建立在義務上，就这樣提出了定言令式，这一命令本质上必须服从。如果从责任感出发，這项行动才是真正的道德，而最有价值的事情就是决定采取正确行动的人的意志。为了决定职责的要求，康德提出了普遍性原则：正确的道德规则是每个人都可以采用的规则。
康德哲学标志着伦理学哲学思考中的许多重要观念转变。康德认为，关于幸福的问题不应成为道德思想的焦点，因为道德应该是普遍的，而幸福对于不同的个人而言可能涉及非常不同的生活方式。他还认为，如果一个道德理论要避免变得“异质”，这种方法是必要的。也就是说，将适当的道德动机的来源定位在适当的道德关注之外。 

## 功利主义
在19世纪，英国人杰里米·边沁和约翰·斯图尔特·密尔提倡功利主义 ，认为正确的行动是可能导致最大数量幸福的行动。直至二十一世紀，功利主义仍然很流行。 
康德思想和功利主义都為當代自由主義提供了可以支持政治发展的伦理理论，以及與個人構想相關的启蒙方式。 

## 二十世纪
二十世纪初，关于元伦理学的辩论很多。观点从道德现实主义到演化伦理学，约翰·莱斯利·麦凯的错误理论认为道德真理與獨立於心靈的現實有關，演化伦理学认为道德实践仅仅是导致进化成功的进化行为方式，這學說认为整个道德义务概念都是错误的。
汉娜·阿伦特对猶太人大屠殺的反思，加深了对极端邪恶现实的认识。大屠杀影响了其他犹太哲学家，例如：战后时期，伊曼紐爾·列維納斯发展了他的“他者伦理”（Ethics of the other）并将伦理学定位为“第一哲学”。 这种哲学把重点放在与处于困境中的他人之间的关系上，这是伦理学发展的中心，并将伦理学理论置于哲学的中心位置。同样是对大屠杀的回应，例如在1948年《世界人权宣言》中表达的权利理论主张了人类对生命，教育和其他基本物品是不可剥夺的精神权利。对第二次世界大战的另一种回应包括对生命意义的存在性反思，从而导致了基于“处境”和人际交往的道德方法。
20世纪后期，发生了所谓的“倫理转折”，人们对德性倫理學重新产生了兴趣。这种转变可以追溯到伊莉莎白·安斯康姆的“ 现代道德哲学 ”（Modern Moral Philosophy）的论文。然后，这种思想被菲利帕·福特、阿拉斯代尔·麦金泰尔和保罗·利科等人物进一步推广。这种道德思想的复兴使人们重拾了与道德哲学相关的早期哲学家，例如托马斯·阿奎那 和亚里斯多德。
1970年代更以應用倫理學的形式复兴了辯論術，這包括了生物倫理學、 商业伦理学 、 環境倫理等等此类特殊领域的实际案例。 體外人工受精和干细胞研究等新医学技术的发展也产生了许多需要伦理学辩论的新问题。 